# Feldafing
Feldafing là một đô thị ở huyện Starnberg, Bayern, Đức.